# Ținutul Kamceatka
Ținutul Kamceatka (în rusă Камча́тский край) este o regiune administrativă nouă din Rusia, cu statut de subiect federal de tip ținut. Ținutul Kamceatka a fost format pe 1 iulie 2007, ca rezultat al unirii regiunii Kamceatka cu Districtul autonom Koriakia, acțiune ce are la bază rezultatele votării la un referendum referitor la această chestiune, care a avut loc pe 23 octombrie 2005. Ținutul face parte din Districtul Federal Orientul Îndepărtat, iar centrul său administrativ este orașul Petropavlovsk Kamceatski.